# Thịt cá sấu

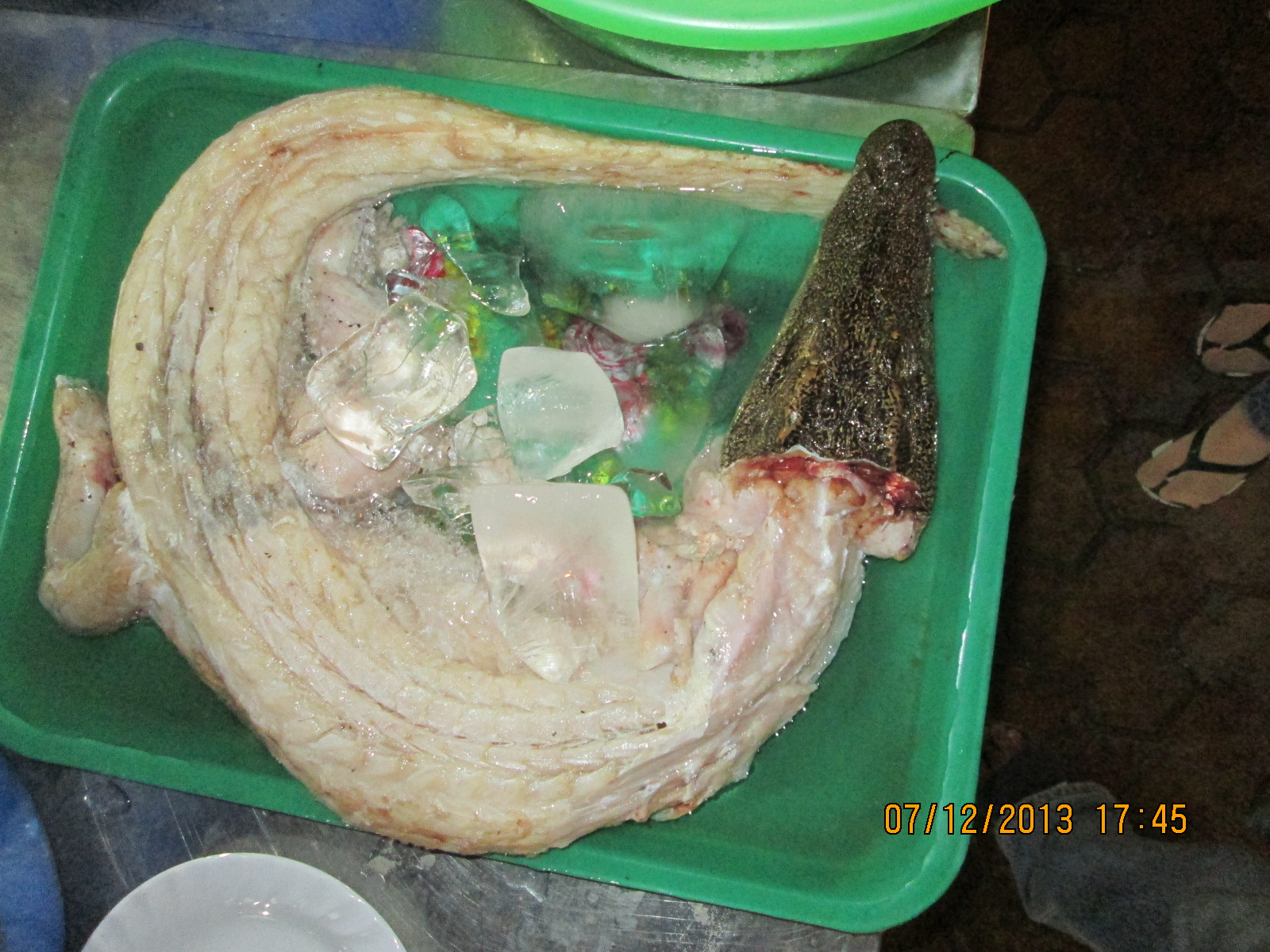
Thịt cá sấu được chế biến ở nhà hàng tại Mũi Né, Việt Nam

Thịt cá sấu là thịt của các loài cá sấu. Trên thế giới, cá sấu được chăn nuôi vì mục đích thương mại, da của chúng được thuộc làm da cá sấu có chất lượng cao để sản xuất túi, ủng, cặp v.v, trong khi thịt cá sấu được coi là đặc sản đối với những người sành ăn.

## Đặc điểm
Thịt cá sấu thường có màu trắng hồng, thớ thịt gần giống thịt bê nhưng ngọt, mềm và dẻo hơn, các loại thịt ở các bộ phận khác nhau như thịt đùi, cổ, đuôi, sườn sẽ có độ dai mềm khác nhau. Thịt cá sấu rất nạc và so với các loại thịt như thịt heo, thịt bò, thịt cừu..., thịt cá sấu có ít năng lượng và ít mỡ hơn nhưng cung cấp đầy đủ chất dinh dưỡng cho cơ thể. Thịt cá sấu có 21-22% lượng đạm, 1-1,4% mỡ, 1,3% khoáng và 75-76,6% nước. Thịt cá sấu rất bổ dưỡng, hàm lượng prôtein khá cao, tốt cho sức khỏe.
Thịt cá sấu trị được bệnh suyễn hoặc sẽ lọc máu độc, bồi bổ sức khỏe, tăng cường sinh lực, thích hợp dùng để bồi dưỡng người bệnh, trẻ em suy dinh dưỡng. Ngoài ra, xương cá sấu phối hợp với một số loại dược thảo được dùng để nấu cao trị các chứng đau nhức khớp xương, biếng ăn, viêm xoang, tăng cường sức đề kháng. Nhiều người dùng máu cá sấu để chế biến rượu huyết sấu, loại rượu cung cấp một lượng lớn oxy và chứa nhiều chất kháng sinh tự nhiên. Ẩm thực Trung Quốc dựa trên y học cổ truyền Trung Quốc cho rằng thịt cá sấu là một loại thực phẩm chữa bệnh cho cảm lạnh và phòng chống ung thư, mặc dù không có bằng chứng khoa học để chứng minh

## Tiêu thụ

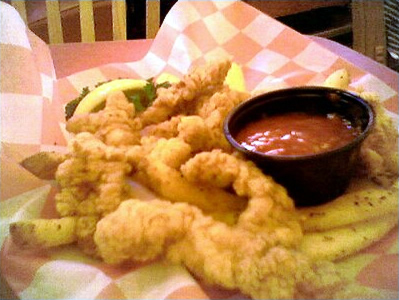
Thịt cá sấu tẩm bột chiên

Trước đây, thịt cá sấu được xếp vào hàng hiếm, vì nếu muốn thưởng thức thì phải đến các nhà hàng, khách sạn lớn. Nhưng nay người ta có thể dễ dàng nếm hương vị của thịt cá sấu, chúng được bày bán ở nhiều nơi như bán hàng rong. Thịt cá sấu rẻ hơn so với một số loại thực phẩm khác, vì giá thành rẻ, món ăn lạ nên không ít gia đình chọn cá sấu làm cỗ thay cho thịt lợn, bò truyền thống.

## Chế biến
Hiện nay, thịt cá sấu được chế biến thành nhiều món ăn bổ dưỡng cho người tiêu dùng. Chẳng hạn, nạc sấu có thể dùng trộn gỏi xoài sống cùng tôm khô, rau răm, hành tây và đậu phộng rất tuyệt vời hoặc cũng có thể dùng nấu cháo đậu xanh với gừng cũng rất ngọt và thơm ngon; còn nạc cổ sấu thì dùng hấp với gừng và hành ăn ấm bụng, bổ dưỡng; sườn non sấu ướp gia vị rồi đem nướng ăn kèm với muối tiêu chanh, thịt đuôi, thịt bàn chân và pín sấu mang hầm với thuốc bắc rất bổ...